# Ionactis elegans
Ionactis elegans là một loài thực vật có hoa trong họ Cúc. Loài này được (Soreng & Spellenb.) G.L.Nesom mô tả khoa học đầu tiên năm 1992.